# 遺念火
遺念火（いねんび）または因縁火（いんねんび）は、沖縄地方に伝わる火の妖怪。遺念とは亡霊を指す沖縄の言葉であり、この遺念が火となって現れるのが遺念火とされる。
あちこち移動したり飛び回ったりせず、ほとんど同じ場所に現れる。出没場所は山中など、人のいない寂しい場所が多いが、まれに海上にも現れるという。

## 伝承
遺念火は多くの場合、駆け落ちの末の行き倒れなどで非業の最期を遂げた男女、恋愛のもつれによる心中した男女などが一組の火となって現れるといわれ、様々な悲恋譚を伴っている。
首里市（現・那覇市）
首里市の南にある識名坂という土地のものは遺念火の中でよく知られ、トジ・マチャー・ビーともいう（トジは妻の意）。
昔、ある仲の良い夫婦がいた。妻はいつも街に出て商売をしており、夫は帰りの遅い妻をいつも迎えに出ていた。あるとき2人の仲を妬んだ者が、夫に「お前の妻はいつも浮気をして遊び歩いている」と嘘を言った。夫は生き恥を晒すことを苦とし、識名川に身を投げた。やがて帰ってきた妻はそれを知り、自分も身を投げた。以来、識名坂から識名川へと、2つの遺念火が現れるようになったという。
名護市
昔、大変仲の良い若夫婦がおり、妻はいつも仕事に出て遅くに帰って来た。あるときに夫は魔がさし、妻が不貞を働いているのではと考えた。妻の帰り道、夫は変装して襲い掛かった。妻は必死に抵抗し、かんざしで夫の喉を突き刺した。やっとのことで妻は家に帰ったが、夫の姿はない。もしやと思い引き返すと、夫はすでに死んでおり、あまりの悲嘆に妻は自害した。命がけで貞操を守った妻と、その妻を疑った夫の無念が、2つの遺念火となって夜な夜な現れるという。
名護町（現・名護市）山中
ある女性が人目を忍び、険しい山を通って夜間の山頂で恋人と密会していた。ある暴風雨の夜。男はこの天候では女は来ないだろうと思って山へ行かなかったが、女はやって来ており、男の不実をなじって自殺した。男はそれを知り、自分の薄情さを悔やんで後を追って自殺した。以来、同じ時刻に山頂に2つの火が現れるようになったという。